# Issus canariensis
Issus canariensis är en insektsart som beskrevs av Melichar 1906. Issus canariensis ingår i släktet Issus och familjen sköldstritar. Inga underarter finns listade i Catalogue of Life.